# Gall Tomasot
El Gall Tomasot és una figura del bestiari popular de Vilafranca del Penedès (Alt Penedès), que representa un gall del Penedès. Fou creat el 1998 per Dolors Sans i Osete, escultora de bèsties de foc nascuda a la mateixa ciutat. Està construït en fibra de vidre; pesa 55 kg; mesura 250 cm de llargada, 110 cm d'amplada i 220 cm d'alçada; és carregat per un portador. Participa, juntament amb la seva parella, la Gallina Ballarica, en la Mostra de Bestiari Festiu de Ploma de Vilafranca, durant la Fira del Gall.
El nom fa referència a la festa de Sant Tomás, dia en que antigament se celebrava la Fira del Gall.